# Tuffi ai Giochi della XXII Olimpiade - Piattaforma 10 metri femminile
La competizione dei tuffi dal trampolino 3 metri femminile è stata una delle quattro gare di tuffi inclusa nel programma dei Giochi della XXII Olimpiade disputati a Mosca nel 1980.
La competizione è stata divisa in due fasi:
1. turno preliminare;
2. finale.

## Medaglie
| Posizione | Atleta           | Paese            |
| --------- | ---------------- | ---------------- |
|           | Martina Jäschke  | Germania Est     |
|           | Servard Emirzian | Unione Sovietica |
|           | Liana Tsotadze   | Unione Sovietica |

## Risultati
|    | Martina Jäschke Germania Est        | 359,88 | 4  | 416,310 | 1 | 179,940 | 596,250 |  |  |  |
|    | Servard Emirzian Unione Sovietica   | 381,99 | 1  | 385,470 | 3 | 190,945 | 576,465 |  |  |  |
|    | Liana Tsotadze Unione Sovietica     | 360,87 | 2  | 395,490 | 2 | 180,435 | 575,925 |  |  |  |
| 4  | Ramona Wenzel Germania Est          | 358,86 | 5  | 362,640 | 5 | 179,430 | 542,070 |  |  |  |
| 5  | Yelena Matyushenko Unione Sovietica | 351,00 | 6  | 364,680 | 4 | 175,500 | 540,180 |  |  |  |
| 6  | Elsa Tenorio Messico                | 360,03 | 3  | 359,430 | 6 | 180,015 | 539,445 |  |  |  |
| 7  | Valerie McFarlane Australia         | 333,57 | 7  | 333,000 | 7 | 166,785 | 499,785 |  |  |  |
| 8  | Ildikó Kelemen Ungheria             | 323,85 | 8  | 314,610 | 8 | 161,925 | 476,535 |  |  |  |
|    |                                     |        |    |         |   |         |         |  |  |  |
| 9  | Kerstin Krause Germania Est         | 322,68 | 9  |         |   |         |         |  |  |  |
| 10 | Guadalupe Canseco Messico           | 316,89 | 10 |         |   |         |         |  |  |  |
| 11 | Susanne Wetteskog Svezia            | 315,30 | 11 |         |   |         |         |  |  |  |
| 12 | Dana Chmelarová Cecoslovacchia      | 309,12 | 12 |         |   |         |         |  |  |  |
| 13 | Ewa Kucinska Polonia                | 308,88 | 13 |         |   |         |         |  |  |  |
| 14 | Marion Saunders Regno Unito         | 290,82 | 14 |         |   |         |         |  |  |  |
| 15 | Lindsey Fraser Regno Unito          | 277,08 | 15 |         |   |         |         |  |  |  |
| 16 | Antonette Wilken Zimbabwe           | 274,35 | 16 |         |   |         |         |  |  |  |
| 17 | Jennifer Donnet Australia           | 264,00 | 17 |         |   |         |         |  |  |  |
| -  | Annie Liljeberg Svezia              | DNS    | -  |         |   |         |         |  |  |  |